# 11063 Poynting
11063 Poynting è un asteroide della fascia principale. Scoperto nel 1991, presenta un'orbita caratterizzata da un semiasse maggiore pari a 2,6580487 UA e da un'eccentricità di 0,2523186, inclinata di 8,62966° rispetto all'eclittica.
L'asteroide deve il suo nome al fisico inglese John Henry Poynting.